# Pötréte
Pötréte è un comune dell'Ungheria di 308 abitanti (dati 2001). È situato nella contea di Zala.